# Farde
Une farde (emprunté à l'arabe farda, balle contenant des marchandises, utilisée sur les animaux de bât) est une liasse de papier ou une chemise cartonnée ou plastifiée qui sert à rassembler cette liasse. Le mot s'utilise surtout en Belgique pour désigner un classeur mais s'emploie aussi en France dans le domaine des arts (une farde d'estampes) et surtout en bédéphilie (une farde de planches originales). On peut aussi employer les mots classeur, porte-feuilles ou lutin (d'après le nom de la marque de classeurs plastifiés). En Suisse, on emploie le mot fourre (féminin).
Farde (Transport Aérien) : Document qui reprend l’ensemble des AWB mises en ramasse lors de l’édition des bons magasiniers (ou Delivery Note) et regroupées par magasin compagnie afin d’organiser les tournées de ramassage du fret. FR6